# Trattato di Adrianopoli (1829)

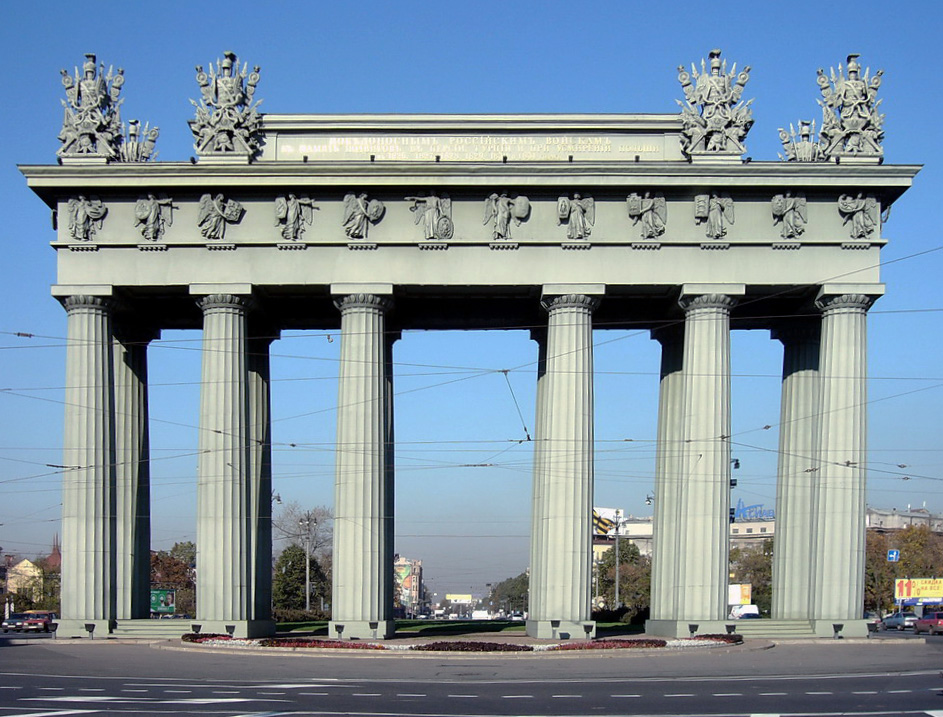
Arco trionfale di Mosca a San Pietroburgo edificata nel 1836-1838, a commemorare la vittoria russa nella guerra russo-turca 1828-1829.

Il trattato di Adrianopoli, fra Impero russo e Impero ottomano, mise fine al conflitto iniziato nel 1828. Esso produsse un significativo aumento della influenza russa sui Balcani e, più in generale, sull'intero Impero ottomano.

## Il trattato
Venne sottoscritto il 14 settembre 1829, nella omonima città (ribattezzata dai turchi Edirne), dai due plenipotenziari: Aleksej Fëdorovič Orlov per lo zar Nicola I, Abdul Kadyr-bey per gli Ottomani.
È il quarto importante trattato fra i due Imperi, a seguire il trattato di Küçük Kaynarca, del 1774, la pace di Iaşi, del 1792, la pace di Bucarest del 1812.
Si distingue dalle precedenti, poiché, per la prima volta, esso venne negoziato con le truppe russe a due o tre giorni di marcia da Costantinopoli, e per l'ampiezza delle concessioni (territoriali ma, soprattutto politiche), ottenute da San Pietroburgo.

## Le cessioni territoriali

### Confini
I guadagni territoriali russi:
- in Europa furono modesti: limitandosi all'intero delta del Danubio[1].
- in Asia furono assai maggiori:
  - il sultano cedette le fortezze di Akhaltsikhe ed Akhalkalaki, nell'attuale Georgia, oltre ai porti di Anapa e Poti[2].
  - Il sultano riconobbe, inoltre, la precedente annessione russa di vaste regioni che San Pietroburgo aveva strappato alla Persia, l'anno precedente, con il trattato di Turkmenchay: Georgia (con Imeretia, Mingrelia e Guria) e dell'Armenia occidentale (khanati di Erevan e del Nakhichevan).
  - I russi poterono interpretare il trattato sottintendendo il riconoscimento della annessione della Circassia (che, al contrario delle precedenti, non aveva mai fatto parte dell'Impero ottomano).

Questa evidente discrasia, aveva a che fare con l'assai maggior delicatezza che il concerto delle potenze attribuiva allo scacchiere balcanico rispetto alle lontane provincie caucasiche. Una considerazione condivisa, sembrerebbe dagli stessi Turchi: era evidente - scrisse un osservatore russo ad Adrianopoli - che i loro possedimenti asiatici non erano né nel cuore dei Turchi, né in quello degli Europei.

### Il mutato interesse strategico russo
Quello che, di solito, viene dimenticato, è che tali vincoli erano stati ormai accettati anche dai Russi. Meglio si direbbe: interiorizzati. Nel senso che lo zar Nicola I, diresse le proprie mire espansionistiche in direzione del Caucaso e dell'Asia Centrale (verso la Persia).
Al contrario, le popolazioni ortodosse dei Balcani, faute de mieux, avrebbero dovuto essere organizzate in principati semi-autonomi, sull'esempio della Valacchia, governati da hospodar ortodossi. Tutelate, per soprannumero, da un droit de regarde concesso, dalla Porta a San Pietroburgo, sin dal tempo del Trattato di Küçük Kaynarca, del 1774 e da un diritto di supervisione sulla nomina e la gestione degli hospodar, sancito dalla pace di Iaşi, del 1792 e ribadito dal trattato di Bucarest del 1812).
Di tale mutato atteggiamento si accorse Lord Heytesbury, rappresentante ufficiale britannico al seguito del quartier generale russo nella conflitto: la Russia ora vuole influenza, e non territori, nei Balcani. Il gioco, semmai, si era fatto ancora più ambizioso: [la Russia] si aspetta di ottenere nell'[intero] Impero ottomano una posizione simile a quella da essa goduta in Polonia prima del 1772 … ovvero prima della prima spartizione.

## Il rafforzamento delle autonomie serba e romena
Ben più importanti furono le rinunce della Porta in merito al controllo diretto di alcune vaste regioni, abitate da popolazioni cristiane e sostanzialmente prive di musulmani. In particolare, il trattato garantiva:
- la conferma dei privilegi già garantiti alla Serbia (retta a principato[7], dal 1817, a seguito della rivoluzione del 1815, guidata da Miloš Obrenović), che vennero, anzi, estesi ad altre aree di confine;
- l'introduzione nei Principati danubiani di un nuovo sistema amministrativo, supervisionato e garantito dalla Russia. Come, infatti, accadde con l'emanazione dei regolamenti organici del 1831-31, con i quali la carica dell’hospodar venne resa vitalizia, e vennero autorizzate “pubbliche assemblee” dei grandi boiardi. Essi vennero emessi dall'amministrazione militare russa dei Principati, presente, a norma del trattato, sinché la Porta non avesse pagato un notevole indennità di guerra. Cosa che non avvenne mai, tanto che l'occupazione si protrasse sino alla Guerra di Crimea.
- la accettazione[8], da parte della Porta, del protocollo anglo-franco-russa del 22 marzo 1829[9]. Esso prevedeva la creazione di uno stato Greco, retto da un principe ereditario, ma formalmente nominato dal Sultano e tenuto a pagare un tributo annuo alla Porta.

Come naturale, tali sistemazioni erano provvisorie, in attesa che una adeguata sistemazione fra le grandi potenze permettesse a questi popoli cristiani l'ottenimento di una più completa indipendenza. 

La più rapida ad evolvere fu la Grecia, che ottenne, dopo appena tre anni e mezzo, confini sicuri e pieno affrancamento dalla servitù della Porta, ai sensi della Convenzione di Londra del 7 maggio 1832, poi sancita dal Sultano Mahmud II con il trattato di Costantinopoli, del successivo 21 luglio.

## Le concessioni politiche e commerciali
Da un punto di vista dei rapporti di forza internazionali, tuttavia, contarono assai le clausole che garantivano all'Impero di Nicola I una consistente influenza sull'intero Impero ottomano:
- garanzia del libero passaggio attraverso gli Stretti al naviglio mercantile russo, senza che i Turchi potessero interferire, sotto qualunque pretesto[10]. Senza che nulla venisse disposto in merito al naviglio militare russo: un'importante differenza rispetto ai precedenti trattati del 1799 e del 1805;
- completa libertà di commercio ai mercanti russi, in ogni parte dell'Impero.

Tali disposizioni consolidarono fortemente l'influenza russa, innervosendo assai l'Inghilterra, l'Impero austriaco e la Francia. Addirittura Metternich lo definì un disastro e previde che l'Impero ottomano stava avvicinandosi alla fine della propria esistenza. 

Tali rosee previsioni erano destinate ad essere ulteriormente rafforzate dal successivo trattato russo-turco: il trattato di Unkiar-Skelessi dell'8 luglio 1833 negoziato e sottoscritto dallo sperimentato Orlov, che garantì una alleanza difensiva fra le due nazioni, impegnando la Porta a chiudere gli stretti, a protezione del Mar Nero, nel caso in cui la Russia fosse scesa in un conflitto militare. Ciò che avrebbe compromesso, per i decenni a venire, le relazioni anglo-russe.